# A Bar Song (Tipsy)
"A Bar Song (Tipsy)" is een lied van de Amerikaanse muzikant Shaboozey.
Het nummer werd uitgebracht op 12 april 2024 als vierde single van zijn derde album Where I've Been, Isn't Where I'm Going. Het stond bovenaan de hitlijsten in Australië, België, Canada, Ierland, Noorwegen, Zweden en de Verenigde Staten en bereikte de top tien van de hitlijsten in Denemarken, IJsland, Nederland, Nieuw-Zeeland, Zuid-Afrika en het Verenigd Koninkrijk. In de Verenigde Staten stond het nummer wekenlang op nummer 1.